# Koszelewy
Koszelewy [kɔʃɛˈlɛvɨ] (deutsch Groß Koschlau, 1939–1945 Koschlau) ist ein Dorf in der Gmina Rybno (Landgemeinde Rybno, 1942 bis 1945 Rübenau) in der polnischen Woiwodschaft Ermland-Masuren.

## Geographische Lage
Koszelewy liegt in der historischen Region Ostpreußen, etwa neun Kilometer nordöstlich der Stadt Lidzbark (deutsch Lautenburg), 18 Kilometer nordwestlich der Stadt Działdowo (Soldau) und 63 Kilometer südwestlich von Olsztyn (Allenstein).

## Geschichte

### Ortsgeschichte

Groß Koschlau (Gr. Koschlau) in Ostpreußen, südwestlich von Allenstein, westlich von Neidenburg und nordwestlich von Soldau, auf einer Landkarte von 1908.

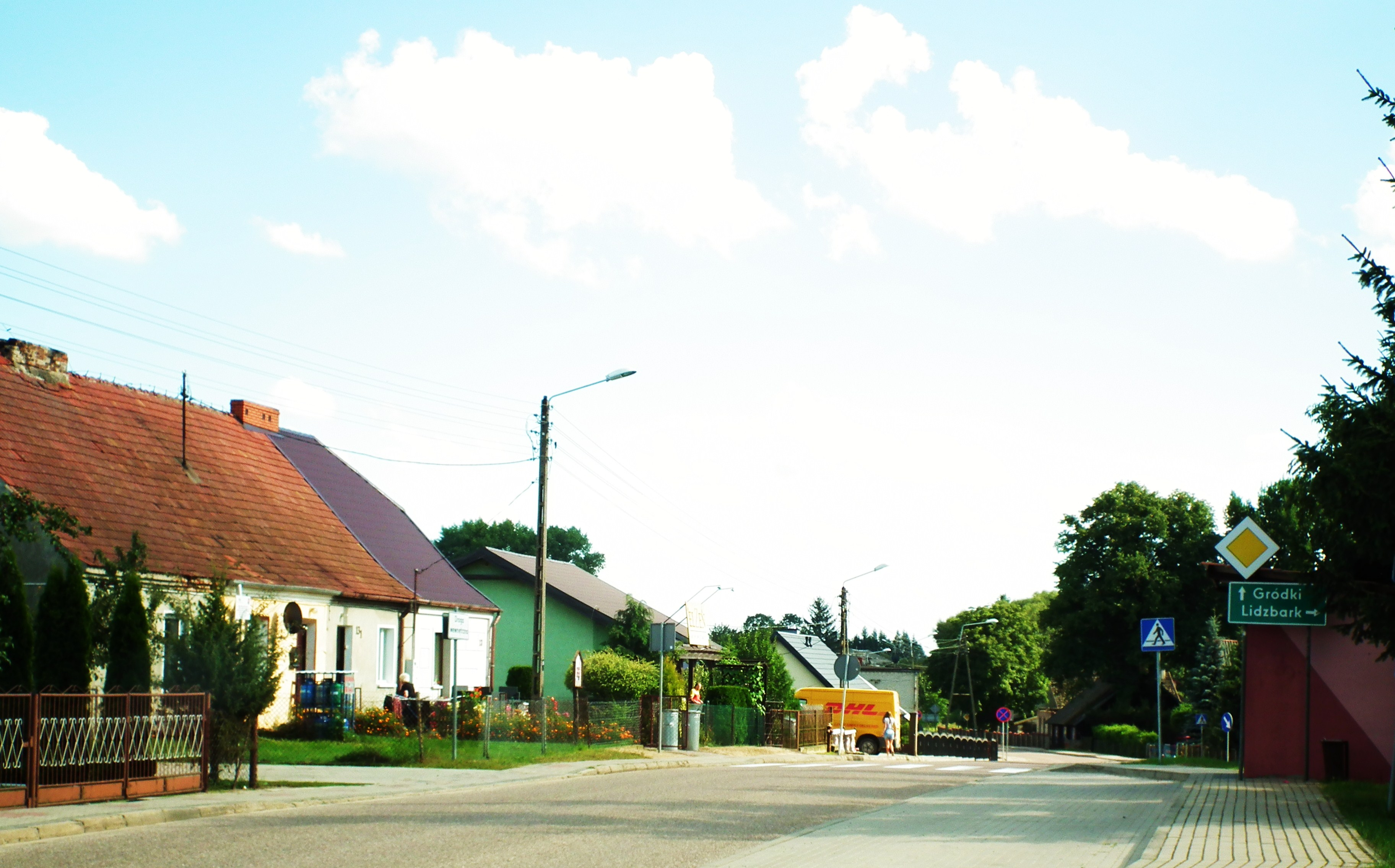
Häuser im Dorfzentrum

Die erste urkundliche Erwähnung des Ortes erfolgte 1328 als Kosel. Eine Kirche gab es in dem Dorf schon vor der Reformation. 1410 während eines Krieges des Deutschen Ordens, wurde der Ort zerstört. 1579 wurde eine evangelische Schule eröffnet. Während des 17. Jahrhunderts entstand vermutlich ein Landsitz für die Jagd.
1774 wurde der Ort deutlich umgebaut, und ein Jahr später ließ Landrat Samuel Sigismund von Haubitz (1724–1795) auf seinem Gut Koschlau ein Herrenhaus errichten. Im Jahr 1785 wird Groß Koschlau  als ein adliges Dorf mit einer Mühle, sowie als Filialkirche von Heinrichsdorf (polnisch Płośnica) und 25  Feuerstellen (Haushaltungen) bezeichnet, dessen Besitzer der Landrat v.  Haubitz ist und das zum Domänenamtsbezirk Gilgenburg gehört. Um die Mitte des 19. Jahrhunderts befand sich das Gut im Besitz des Hauptmanns a. D. Karl Christian Kraatz, der am 19. August 1857 in den Adelsstand erhoben wurde.
Im Frühjahr 1874 wurde der Amtsbezirk Groß Koschlau gebildet; er setzte sich zusammen aus:
- Gut Wansen mit Vorwerk Nicponi
- Gemeinde Wansen
- Gut Sczuplienen mit Mühle
- Gemeinde Preußen
- Neudorf
- Gut Groß Koschlau mit Vorwerk Friedrichshof
- Gemeinde Groß Koschlau
- Gut Grallau
- Gemeinde Grallau mit Drzasgen
- Murawken
- Gut Seeben mit Vorwerk Marienhain
- Gemeinde Seeben

Am 22. Juni  1874 erteilt Kaiser Wilhelm I. der Kreisverwaltung des Landkreises Neidenburg die notwendigen Genehmigungen für den  chausseemäßigen Ausbau der Straße von Neidenburg über Lissaken und Usdau zum künftigen Bahnhof in Koschlau an der Eisenbahnstrecke  Marienburg –  Mława.
Zu Beginn des Ersten Weltkriegs fand während der Schlacht bei Tannenberg hier am 26. und 27. August 1914 ein Gefecht statt.
Nach Ende des Ersten Weltkrieges musste Groß Koschlau  aufgrund der Bestimmungen des Versailler Vertrags am 10. Januar 1920 als Teil des Soldauer Gebiets zum  Zweck der Einrichtung des Polnischen Korridors an Polen abgetreten werden.
Im Jahr 1934 kündigte die polnische Staatsregierung den in Versailles am 28. Juni 1919 abgeschlossenen Minderheitenschutzvertrag zwischen den Alliierten und Assoziierten Hauptmächten und Polen einseitig auf.

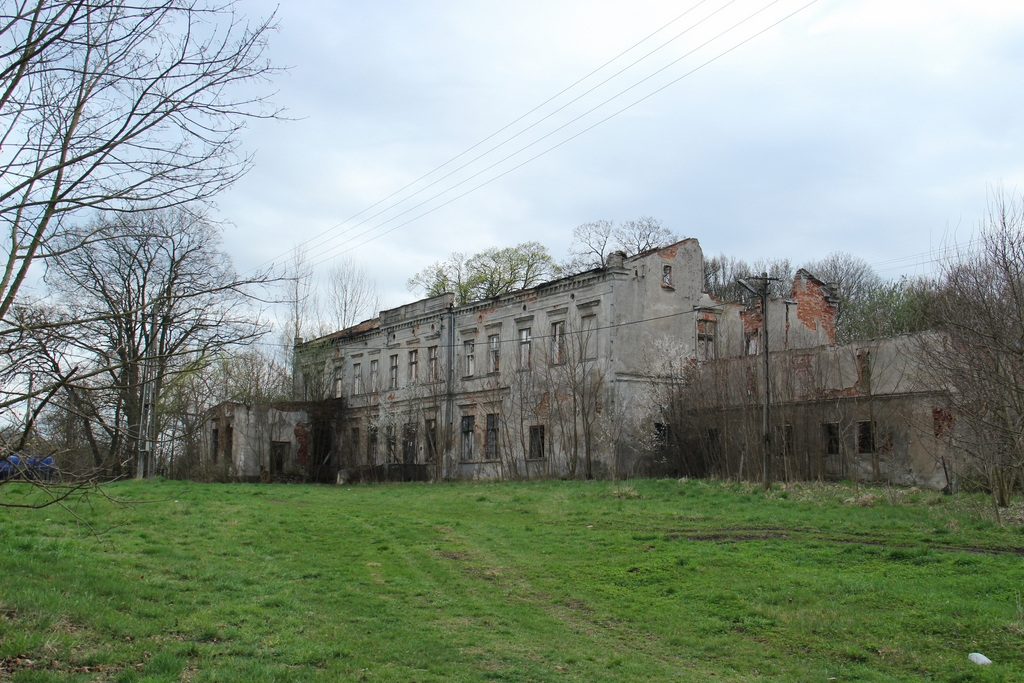
Das einstige Gutshaus Groß Koschlau in Koszelewy

Mit dem Überfall auf Polen 1939 wurde das entnommene Territorium wieder Teil des Reichsgebiets, und Groß Koschlau kam zunächst zum Landgemeinde Seeben, dann zum Amtsbezirk Seeben, und wurde später in den Kreis Neidenburg zurückgegliedert.
Gegen Ende des Zweiten Weltkriegs  wurde Koschlau am 19. Januar 1945 von der Roten Armee besetzt. Im Sommer 1945 wurde Koschlau von der sowjetischen Besatzungsmacht zusammen mit der südlichen Hälfte Ostpreußens unter polnische Verwaltung gestellt. Die Polen führten für Koschlau die Ortsbezeichnung Koszelewy ein. Soweit sie nicht geflohen waren, wurden die deutschen Dorfbewohner in der Folgezeit von der örtlichen polnischen Verwaltungsbehörde  aus Koschlau vertrieben.

### Bevölkerungsentwicklung  bis 1945
| Jahr | Einwohner | Anmerkungen                                            |
| ---- | --------- | ------------------------------------------------------ |
| 1816 | 167       | [ 8 ]                                                  |
| 1852 | 305       | [ 9 ]                                                  |
| 1858 | 259       | davon 243 Evangelische und 13 Katholiken (keine Juden) |
| 1905 | 121       | im Gutsbezirk                                          |
| 1910 | 126       | im Gutsbezirk                                          |
| 1931 | 712       | [ 12 ]                                                 |

## Kirche

### Kirchengebäude
Bereits in der Mitte des 14. Jahrhunderts soll in Groß Koschlau eine Holzkirche gebaut worden sein. Wohl wurde die 1410 von polnischen Truppen verbrannt. 1481 wurde eine neue Kirche errichtet, dann wieder im Jahre 1550, die dann der evangelischen Kirche zugeordnet war.

#### Evangelische Kirche

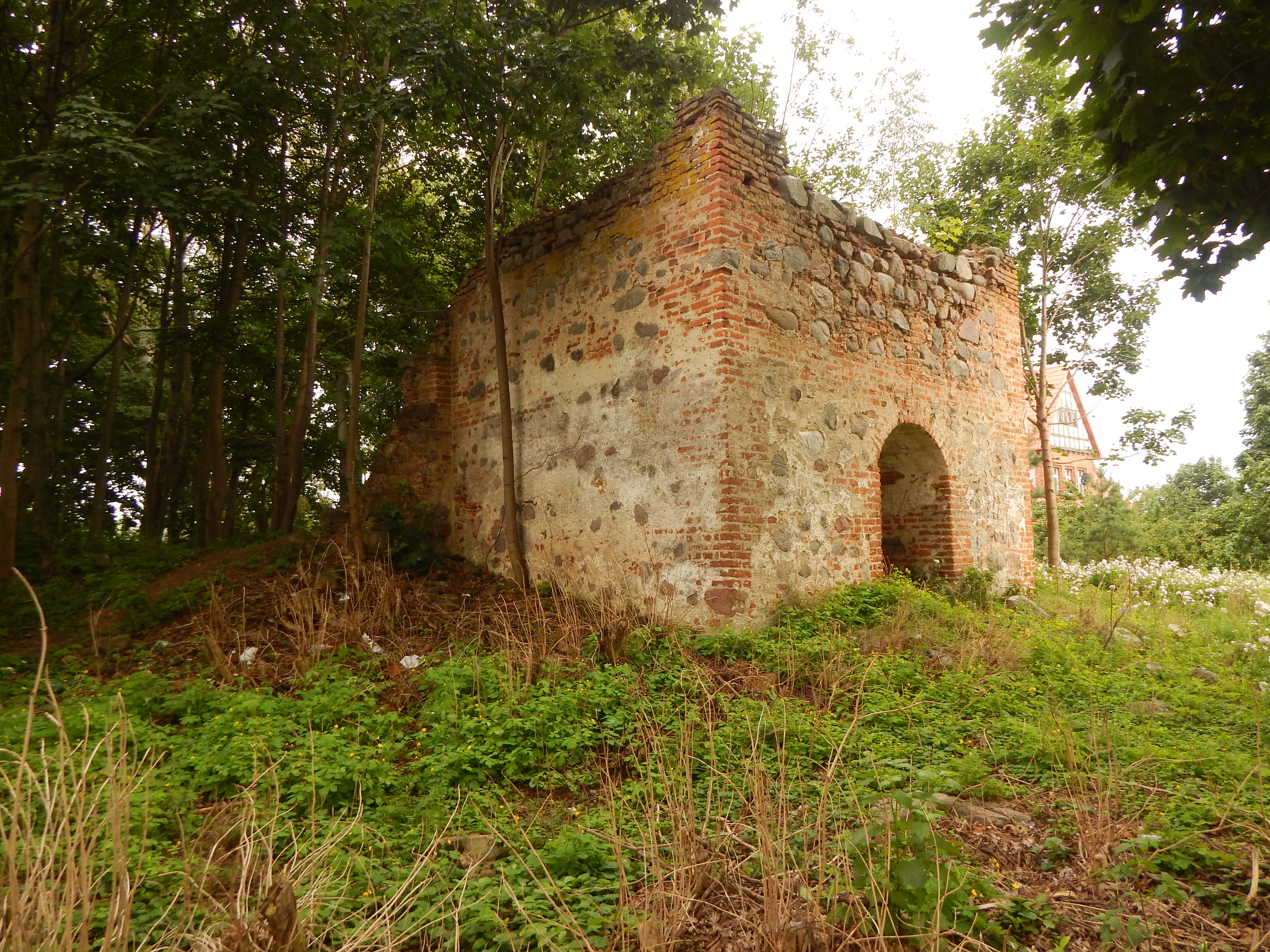
Ruine der evangelischen Kirche in Koszelewy (2017)

Im Jahre 1774 verfügte Groß Koschlau über eine neue (umgebaute?) Kirche. Es handelte sich dabei um einen rechteckigen Feldsteinbau mit einem westlichen Fachwerkturm. Das Kircheninnere überspannte ein hölzernes Flachgewölbe. Der Altar wurde 1780 unter Verwendung älteren Schnitzwerkes geschaffen. In seinem Aufsatz befand sich ein Bild von Maria und Maria Magdalena. Die schmucklose Kanzel stammte von 1680. Das Kirchengestühl entsprach Rokokogeschmack. Erkennbar waren die Wappen derer von Haubitz, von Knoblauch und de Collas de Bergerac.
Die Orgel musste 1845 einer Renovierung unterzogen werden.
Die kleinere der beiden Glocken wurde 1625 gegossen. Sie trug die Inschrift: Verbum Domini manet in aeternum (Des Herrn Wort bleibt in Ewigkeit). Die größere Glocke hieß Christoff von der Olschnitz in der Elbinger Glockengießerei Michael Dormann gießen. Beide Glocken wurden später umgegossen.
Die Kirche ist heute nur noch in unscheinbaren Ruinenresten vorhanden.

#### Römisch-katholische Kirche

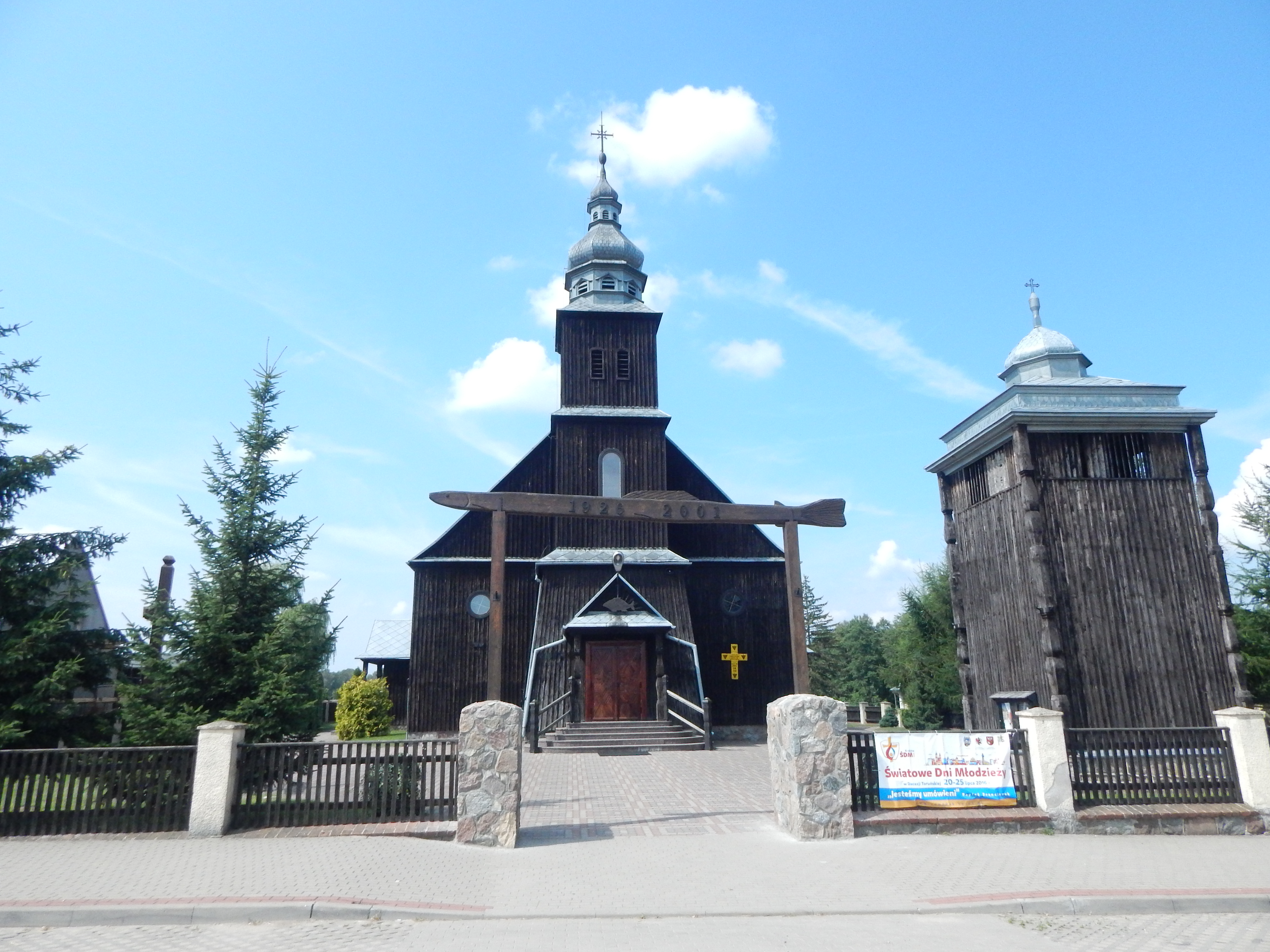
Katholische Kirche Koszelewy (2016)

Nach dem Einzug der Reformation in Groß Koschlau gab es hier kein römisch-katholisches Gotteshaus. Auf Initiative des Pfarrers Franciszek Liss begannen Ende des 19. Jahrhunderts Bestrebungen zur Errichtung einer Kirche. In der gesamten Diözese warb man um Spenden. 1903 war es möglich, ein Grundstück sowie Gebäude zu erwerben. 1904 baute man eine Scheunenkapelle, in der Pfarrer Liss am 20. November 1909 die erste Hl. Messe seit der Reformation in Groß Koschlau gehalten haben soll. Am Bau einer Kirche wurde aber weiterhin festgehalten.
Im Juli 1926 (Groß Koschlau war mit dem Soldauer Gebiet Polen zugehörig geworden) war es dann soweit: der Kirchbau nahm seinen Anfang. Nach den Plänen des Architekten und Bauinspektors Dolny aus Kartuzy (deutsch Karthaus) wurde das Gotteshaus von Baumeister Grzeszczyk aus Działdowo (Soldau) errichtet. Am 16. Januar 1927 wurde sie geweiht. Sie ist der Kreuzerhöhung gewidmet. 1997 wurde neben der Kirche ein Glockenturm gebaut, in dem die aus der evangelischen Kirche in Sczuplienen (polnisch Szczupliny) stammenden beiden Glocken Platz fanden.

### Kirchengemeinden

#### Evangelisch

##### Kirchengeschichte
Im Jahre 1578 nahm die aus der Ordenszeit stammende Kirchengemeinde in Groß Koschlau die reformatorische Lehre an. In der ersten Hälfte des 17. Jahrhunderts wurde der Ort ein Filialdorf der Kirche in Sczuplienen (polnisch Szczupliny) und kam dann 1671 zur Pfarrei Heinrichsdorf (Płośnica). Gehörte sie 1720/1725 zum Amt Soldau (Działdowo), so war sie 1789 in die Inspektion Neidenburg (Nidzica), 1854 in den gleichnamigen Kirchenkreis, nach 1910 in den Kirchenkreis Soldau eingegliedert. 1858 zählte die evangelische Kirchengemeinde 243 evangelische Einwohner in Groß Koschlau.
Bereits 1902 wurde Groß Koschlau wieder eine selbständige Kirchengemeinde mit auch einem eigenen Pfarrer in der Kirchenprovinz Ostpreußen der Kirche der Altpreußischen Union. Nach der Abtretung des Soldauer Gebiets an Polen war das nun „Koszelewy“ genannte Dorf der Diözese Działdowo der Unierten Evangelischen Kirche in Polen zugehörig.
Nach 1945 zerfiel die evangelische Gemeinde in Koszelewy. Ihre Gemeindeglieder gehören heute zur Pfarrei der Erlöserkirche Działdowo mit der Koszelewy näher gelegenen Filialkirche, der Jesuskirche Lidzbark (Lautenburg). Sie ist in die Diözese Masuren der Evangelisch-Augsburgischen Kirche in Polen eingegliedert.

##### Kirchspielorte
Bis 1945 waren acht Dörfer dem Pfarrsprengel Groß Koschlau der Pfarrei Heinrichsdorf zugeordnet:
| Deutscher Name | Polnischer Name |  | Deutscher Name | Polnischer Name |
| -------------- | --------------- |  | -------------- | --------------- |
| Fichtenwalde   | Drzazgi         |  | Marienhain     | Rapaty          |
| Grallau        | Gralewo         |  | Murawken       | Murawki         |
| Groß Koschlau  | Koszelewy       |  | Seeben         | Żabiny          |
| Klein Koschlau | Koszelewki      |  | Tautschken     | Tuczki          |

##### Pfarrer
Von den in Groß Koschlau amtierenden Geistlichen sind bekannt:
- Theodor Hch. Herm. Kaminski, 1902–1904
- Otto Arthur Dignath, 1904–1907
- Martin Adolf Lux, 1907–1910
- Ernst Link, 1911–1914
- (zwischenzeitlich von Heinrichsdorf mitversehen)
- Erich Nagelski, 1942–1945.

#### Römisch-katholisch

##### Kirchengeschichte
Bis in das frühe 20. Jahrhundert hinein waren die katholischen Einwohner – im Jahre 1858 waren hier 13 Katholiken registriert – von Groß Koschlau in die Pfarrei Groß Lensk (polnisch Wielki Łęck) eingegliedert. In der Zeit nach 1920 entstand dann die Pfarrei Koszelewy. Zunächst dem Bistum Kulm (polnisch Chełmno) zugehörig ist sie heute in das Bistum Toruń (Thorn) eingegliedert, speziell in die Region Brodnica (Strasburg) und – seit 2001 – in das Dekanat Rybno (Rybno, 1942 bis 1945 Rübenau).

##### Pfarreiorte
Zur Pfarrei der Kreuzerhöhungskirche Koszelewy gehören 14 Orte:
| Polnischer Name | Deutscher Name  |  | Polnischer Name | Deutscher Name |
| --------------- | --------------- |  | --------------- | -------------- |
| Drzazgi         | Fichtenwalde    |  | Nowa Wieś       | Neudorf        |
| Grabacz         | Grabacz         |  | Prusy           | Preußen        |
| Gralewo         | Grallau         |  | Rapaty          | Marienhain     |
| Gralewo-Stacja  | Bahnhof Grallau |  | Szczupliny      | Sczuplienen    |
| Koszelewki      | Klein Koschlau  |  | Tuczki          | Tautschken     |
| Koszelewy       | Groß Koschlau   |  | Wądzyn          | Wansen         |
| Murawki         | Murawken        |  | Żabiny          | Seeben         |

## Verkehr

### Straße
Koszelewy liegt an der Nebenstraße 1255N, die Dąbrówno (Gilgenburg) an der Woiwodschaftsstraße 542 mit Tuczki (Tautschken) an der Woiwodschaftsstraße 538 und Gródki (Grodtken) und damit die drei Gemeinden Dąbrówno (Gilgenburg), Rybno (Rybno, 1942 bis 1945 Rübenau) und Płośnica (Heinrichsdorf) verbindet. Eine untergeordnete Nebenstraße führt zum Nachbarort Gralewo (Grallau) mit Gralewo-Stacja (Bahnhof Grallau).

### Schiene
Zwischen der Bahnstation Gralewo und Koszelewy besteht eine historische Beziehung: die an der heutigen Bahnstrecke Danzig–Warschau eingerichtete und heute Gralewo-Stacja genannte Bahnstation führte von 1877 bis 1900 den Stationsnamen „Koschlau“, der im Jahre 1900 in „Groß Koschlau“ umgeändert wurde. Erst seit 1908 heißt die Station „Grallau“,  zwischen 1920 und 1939 dann bereits „Gralewo“. Es ist die Koszelewy am nächsten liegende Bahnstation, die Danzig mit Warschau verbindet, zweigleisig und elektrifiziert ist.